# Johann Michael Ludwig Rohrer
Johann Michael Ludwig Rohrer (* 1683 v Tisová u Karlových Varů - 24. dubna 1732, Ettlingen) byl dvorní architekt bádenské markraběnkyFranrišky Sibyly Augusty se sídlem v Rastattu.

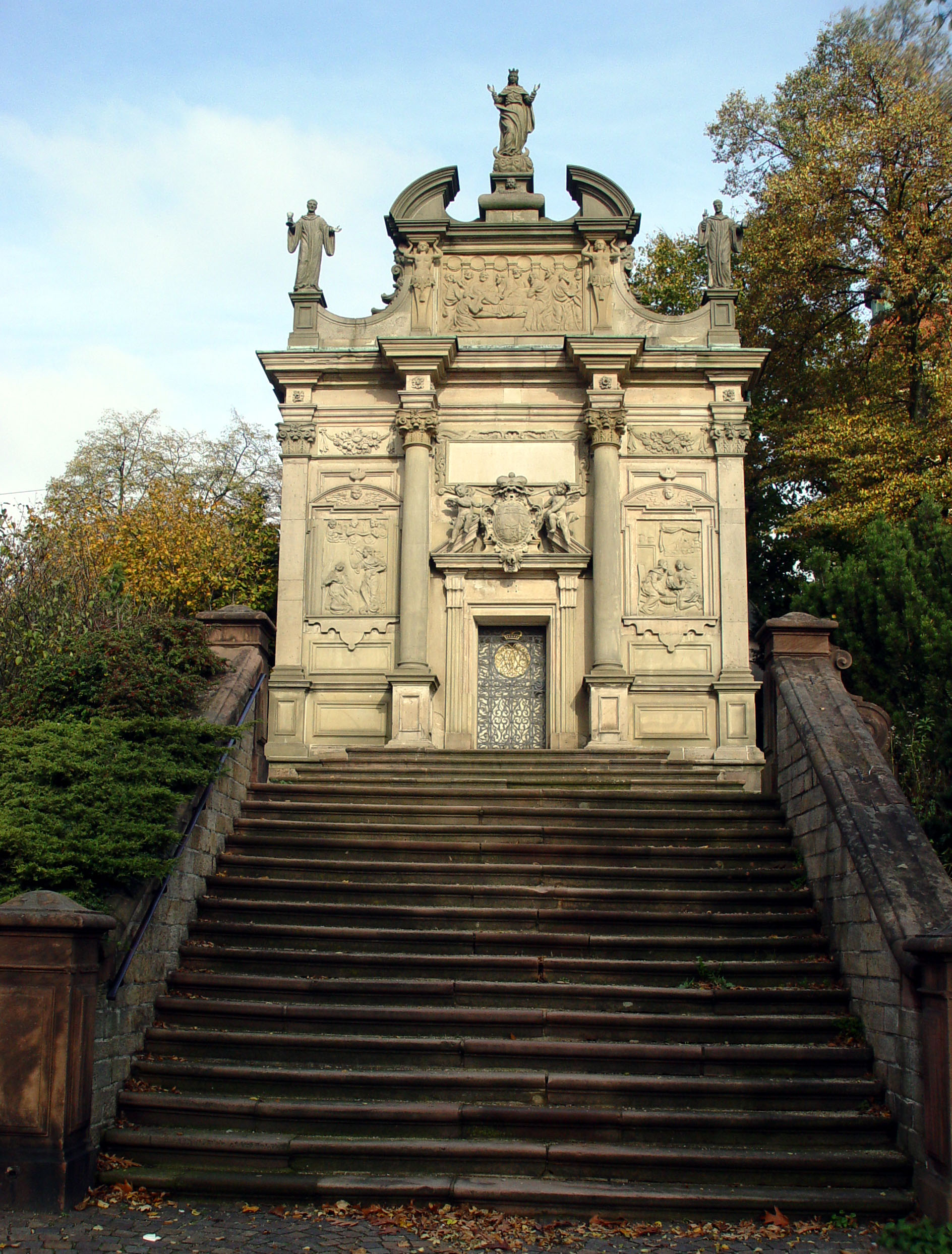
Ermitážní kaple v Rastatt

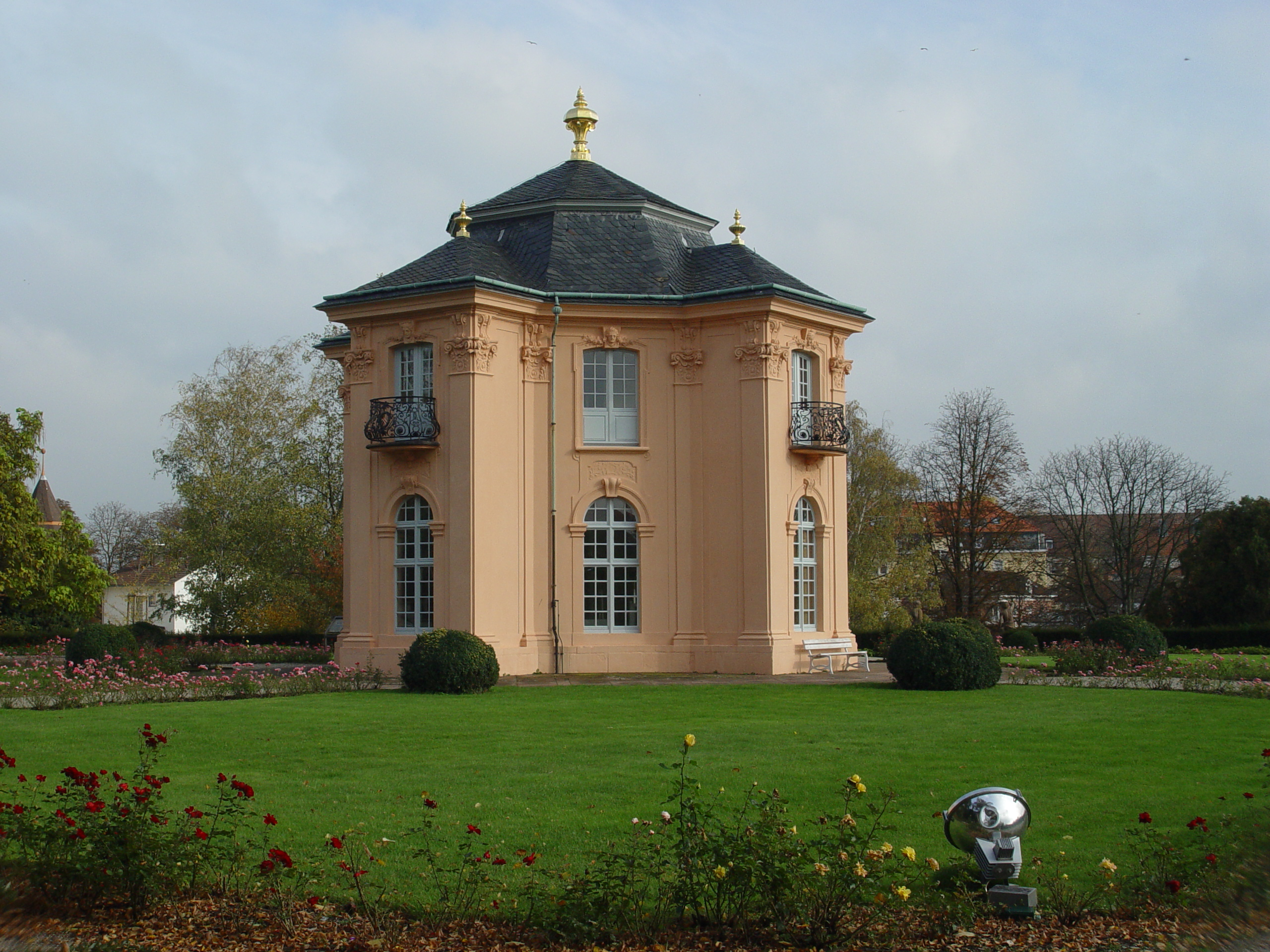
Rastattský Pagodenburg

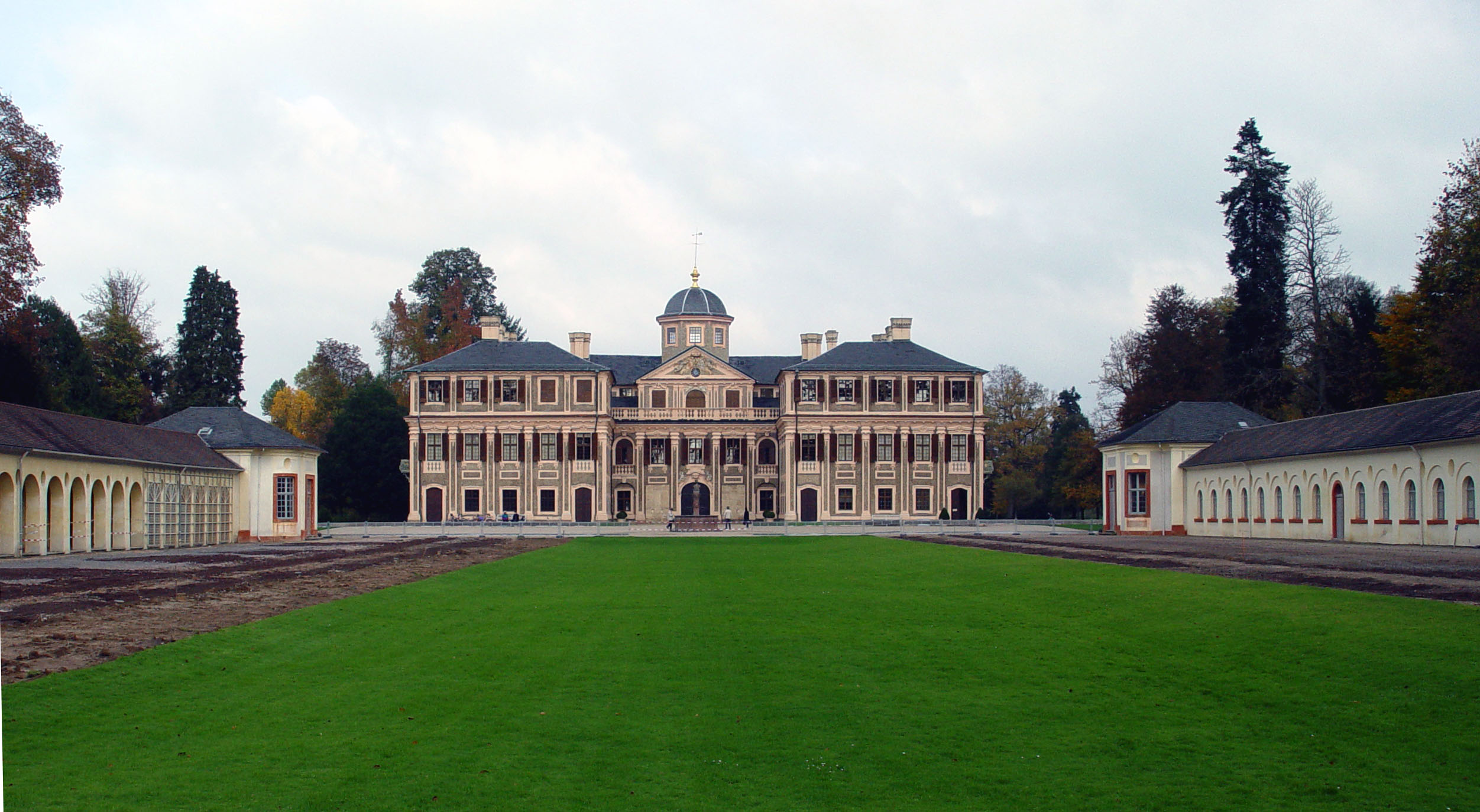
Přední pohled na zámek Favorite

Po smrti markraběte Ludvíka Viléma se italský dvorní architekt Domenico Egidio Rossi stal pro markraběnku Františku Sibyllu Augustu příliš drahým a proto byl odvolán. V roce 1707 jej nahradil zkušený česko-německý stavitel Rohrer, který se italským barokním stylem svého předchůdce nenechal příliš ovlivnit a zůstal věrný svému českému stylu.
Mezi jeho nejdůležitější stavby patří:
- 1707 Rekonstrukce a opravy zámku Rastatt
- 1710 Zámek Favorite ve Förchu
- 1713 Valentýnský kostel v Karlsruhe
- 1714 Rekonstrukce v Rastattu
- 1715 Einsiedelnská kaple v Rastattu
- 1717 Úření budova v Offenburgu
- 1717 Lovecký zámeček na Fremersbergu
- 1718 Ermitáž v parku paláce Favorite
- 1719 Heiligkreuzkirche (zámecký kostel) v Rastattu
- 1721 Loretánská kaple
- 1721 Rozšíření loveckého zámečku Scheibenhardt v Bulachu
- 1722 Pagodenburg (zahradní palác) v Rastattu
- 1723 práce na zámku Bruchsal
- 1724 Ermitáž ve Waghäuselu
- 1724 Palácový komplex v Kislau
- 1724 Různé budovy v Scheibenhardt
- 1728 Rozšíření zámku Ettlingen
- 1731 Zámecká kaple na zámku Ettlingen
- 1730 Rekonstrukce lodi Martinského kostela v Ettlingenu

## Rodina
Johann Michael Ludwig Rohrer a jeho manželka Maria Františka měli dva syny: Johanna Michaela (* 1711) a Franze Antona (* 1713). Oba synové se podíleli na výstavbě budov v Rastattu.

## Nástupce
Také mladší bratr stavitele Johanna Michaela Ludwiga Rohrera Johann Peter Ernst Rohrer šel ve stopách svého bratra a postavil následující budovy v Rastattu a okolí:
- 1738 budova koleje
- 1748 rekonstrukce staré kaple v Bietigheimu
- 1750 rastattská radnice
- 1756 městský kostel sv. Alexandra v Rastattu

Některé z těchto budov jsou stále založeny na plánech jeho staršího bratra.